# Summer Ross
Summer Noel Ross (Carlsbad, 20 de dezembro de 1992) é  ex-uma voleibolista indoor e atualmente jogadora de voleibol de praia estadunidense, que nas quadras atuou na posição de Ponta e conquistou a medalha de ouro  em 2010 nas edições do Campeonato Mundial de Vôlei de Praia Sub-19 em Portugal e Campeonato Mundial de Vôlei de Praia Sub-21 na Turquia e ainda foi medalhista de ouro na edição do Campeonato Mundial Universitário de Vôlei de Praia em 2012 no Brasil.

## Carreira
O voleibol desde cedo faz parte da trajetória de Summer, filha de Kathy e Tony Ross, e seu irmão mais velho Chase também atuou como voleibolista na universidade, e desde sua fase escolar ela já defendia o time de voleibol indoor da Carlsbad Seaside Academy atuando na posição de ponteirae aos 15 anos de idade já competia como jogadora de vôlei de praia, quando competiu no Circuito da AVP (Associação de Vôlei Profissional Americana) ou AVP Pro Beach Tour de 2008 ao lado de Caitlyn Murphy e terminaram na quinquagésima terceira posição no Long Beach Open e ao lado de Jane Croson disputou a edição do Campeonato Mundial de Vôlei de Praia de 2008 sediado em Brighton e neste torneio terminou na nona posição
Iniciou com Natalie Hagglund o Circuito da AVP de 2009, ocasião que foram a dupla mais jovem a classificar-se para o torneio principalterminando na quadragésima nona posição e a quinquagésima sétima colocação em Hermosa Beach Open ao lado de Jane Croson.
Na edição do Campeonato Mundial de Vôlei de Praia Sub-19 de 2009 jogou ao lado de Jane Croson, evento sediado em Alanya conquistando o quinto lugar, mesmo posto obtido com Jazmin Machado na edição do Campeonato Mundial de Vôlei de Praia Sub-21 no mesmo e sediado em Blackpool.
E ao lado de Jane Croson disputou o primeiro USA Volleyball IDQ (International Development Qualifier) de 2009 realizado em Long Beach, evento no qual terminaram na nona posição.Com esta mesma jogadora disputaram a edição do Circuito da AVP de 2010, finalizando na décima terceira posição no Santa Barbara Open, já com Angela Bryan alcançou a quadragésima primeira colocação no Huntington Beach Open, com Petia Yanchulova terminou na décima sétima posição no Virginia Beach Open e o vigésimo quinto posto em Belmar Beach Open, depois com Jane Croson alcançou este mesmo feito em Hermosa Beach Open.
No Campeonato Mundial de Vôlei de Praia Sub-19 de 2010 competiu com Jane Croson e conquistaram a medalha de ouro, este sediado em Porto e depois ao lado de Tara Roenicke conquista também a medalha de ouro na edição do Campeonato Mundial de Vôlei de Praia Sub-21 de 2010, realizado em Alanya, através destes feitos, ou seja, ser a primeira a vencer ambos campeonatos no mesmo ano, se tornou uma das principais novatas do país, somando ambas competições chegou a uma invencibilidade de quatorze jogos, e foi  eleita Atleta Feminina do Voleibol dos Estados Unidos do Ano de 2010,  que pela primeira vez uma atleta juvenil recebe tal premiação e foi a Esportista do Ano de 2010, nomeada pelo Comitê Olímpico dos Estados Unidos.E pelo Circuito NORCECA de Vôlei de Praia de 2010 terminou na sexta posição ao lado de Tara Roenicke na etapa de San Diego.
Em 2011 jogou voleibol indoor (quadra) pela Universidade de Washington após seu primeiro ano de faculdade o vôlei de praia passou a fazer parte do programa da NationalCollegiate Athletic Association (NCAA) e transferiu-se em 2012 para a Universidade Pepperdine visando a prática do vôlei de praia, pois, a instituição anterior não tinha tal modalidade na época, levou o nome Pepperdine para a primeira participação no Campeonato Nacioal de Vôlei de Praia da AVCA (American Volleyball Coaches Association) em GulfShores em 2012 e foi campeã desta edição ao lado de Caitlin Racich, na temporada seguinte deixou a faculdade para dedicar a carreira profissional na modalidade.
Estreou no Circuito Mundial de Vôlei de Praia de 2011 ao lado de Tara Roenicke, mas não pontuaram no Aberto de Quebec e juntas disputaram a terceira edição do USA Volleyball IDQ de 2011 realizado em Playa del Rey, sagrando-se terceiras colocadas na ocasião.Já  no Circuito Mundial de Vôlei de Praia de 2012 terminou na décima sétima posição no Grand Slam de Berlim ao lado de Nicole Branagh, vigésima quinta posição no Grand Slam de Klagenfurt novamente com Tara Roenicke, já com Heather McGuire foi décima sétima colocadas no Aberto de Bang Saen.Ao lado de Sara Hughes conquistou a quarta posição na edição do Campeonato Mundial de Vôlei de Praia Sub-21 de 2012 em Halifax.
Pelo Circuito NORCECA de Vôlei de Praia de 2012 atuou com Morgan Miller na conquista da medalha de prata na etapa de Chula Vista, sagrando-se medalhista de ouro com Emily Days na etapa de Toco (Trinidad e Tobago), repetindo o feito com Tealle Hunkus na etapa de Oranjestad.Com a atleta Lane Carico alcançou o bronze no USA Volleyball IDQ de 2012, quando foi realizado em Los Angeles.
Ao lado de Kimberly Hill disputou  o Circuito Jose Cuervo Pro Beach Volleyball Series de 2012 quando foram as nonas colocadas em Fort Lauderdale, obteve ainda o décimo sétimo posto com Jane Croson em Belmar, alcançando este resultado ao lado de Kim McGiven DiCello em Manhattan Beach, além do vigésimo primeiro posto ao lado de Geena Urango em Huntington Beach.Ao lado de Emily Day conquistou a medalha de ouro no Campeonato Mundial Universitário de Vôlei de Praia em 2012 realizado em Maceió.
Na temporada de 2013 jogou com Emily Day no Circuito da AVP conquistando o título no Cincinnati Open, o vice-campeonato em Atlantic City, e também em São Petersburgo (Flórida) Open, além dos terceiros lugares em Santa Barbara Open e em Huntington Beach Open.
Iniciou a temporada de 2013 com Brittany Hochevar  quando disputaram o Circuito NORCECA de Vôlei de Praia  e terminaram com a medalha de prata na etapa de Boca Chica e ao lado de Heather McGuire conquistou a medalha de bronze na etapa de Toluca;e com Brittany Hochevar iniciou o Circuito Mundial de Vôlei de Praia de 2013 quando pontuou com o décimo sétimo posto no Aberto de Fuzhou, mesmo posto obtido com Kelly Schumacher no Grand Slam de Moscou e também ao lado de Emily Day no Grand Slam de Corrientes, Grand Slam de São Paulo  e na edição do Campeonato Mundial de Vôlei de Praia de 2013 em Stare Jablonk, com esta atleta  finalizou na quinta posição no Grand Slam de Gstaad e no Grand Slam de Xiamen, quarto lugar no Grand Slam de Long Beach e o vice-campeonato no Aberto de Phuket.
Formando dupla com Morgan Miller disputou o Circuito da NVL (National Volleyball League) conquistando o título do Dallas.Renovou com Emily Day para a temporada de 2014 do Circuito Mundial de Vôlei de Praia, alcançando a nona posição nos Grand Slams de Xangai e Long Beach, décima sétima colocações nos Grand Slams de Berlim,Gstaad, Haia, Klagenfurt, Stare Jablonki e São Paulo, além da vigésima quinta posição no Grand Slam de Moscou, obtiveram o melhor resultado no Grand Slam de Stavanger, ou seja, o quinto posto.
Ainda com Emily Day conquistou o terceiro lugar no São Petersburgo (Flórida) Open pelo Circuito da AVP de 2014, o quinto lugar em Milwaukee Open, novamente os terceiros lugares em Salt Lake City Open e em Manhattan Beach Open,também conseguiram o quinto lugar no Cincinnati Open e também no Huntington Beach Open, e foram vice-campeãs em Atlantic City Open.
Voltou a competir com Lane Carico, desta vez no Circuito da AVP de 2015 sagrando-se vice-campeãs do Seattle Open, além das terceiras colocações em Manhattan Beach Opene em Chicago Open.Deu início a temporada de 2015 do Circuito Mundial de Vôlei de Praia ao lado de Jennifer Fopma, sendo nonas colocadas no Aberto de Fuzhou, alcançando a décima sétima posição no Aberto de Lucerna e Grand Slam de Moscou, quadragésima primeira posição no Major Series de Stavanger, a trigésima terceira posição no Major Series de Porec e tiveram como melhor desempenho o quinto lugar no Aberto de Praga; deu continuidade no circuito com Lane Carico, obtendo juntas as nonas posições no Grand Slam de Yokohama e nos Abertos de Puerto Vallarta e Antália, vigésimo quinto posto no Grand Slam de Long Beach, quadragésimo primeiro lugar no Grand Slam de Olsztyn, décimo sétimo lugar no Aberto de Xiamen, além dos quintos lugares nos Abertos do Rio de Janeiro e Sochi.
Em mais uma temporada com Lane Carico pelo Circuito da AVP de  2016, obtiveram o terceiro lugar no Huntington Beach Open, obtendo o título no Seattle Open, além do vice-campeonato no Nova Iorque Open, conquistaram mais uma vez o terceiro lugar no San Francisco Open, sendo ainda vice-campeãs no Manhattan Beach Open, e terceiras colocadas no Chicago Open.
Também competiu com Lane Carico na edição do Circuito Mundial de Vôlei de Praia de 2016, terminando no vigésimo quinto lugar no Aberto de Maceió e também no de Xiamen, quadragésima primeira posição no Grand Slam do Rio de Janeiro, trigésimo terceiro lugar no Aberto de Vitória, décima sétima colocação no Grand Slam de Moscou e Major Series de Klagenfurt, as nonas colocações nos Abertos de Fortaleza e Cincinnati, no Major Series de Gstaad e no Grand Slam de Long Beach e ainda obtiveram quinta posição no Aberto de Fuzhou.E ao lado de Kim McGiven DiCello conquistou a medalha de prata no Circuito NORCECA de Vôlei de Praia de 2016 realizado em Tobago.
Na jornada de 2017 do Circuito da AVP formou dupla com Brooke Sweat sagrando-se vice-campeãs em Nova Iorque Open, obtendo o título no Seattle Open, terminaram em quinto lugar no Manhattan Beach Open e mais um vice-campeonato, desta vez no Chicago Open.
No Circuito Mundial de Vôlei de Praia de 2017 competiu ao lado de Brooke Sweat e foram semifinalistas no torneio categoria cinco estrelas de Fort Lauderdale, vice-campeãs no  torneio categoria tres estrelas de Moscou, o quinto lugar no torneio categoria tres estrelas de Haia,  décimo sétimo posto no cinco estrelas de Porec, vigésimo quinto lugar no cinco estrelas de Gstaad, quinto lugares no Long Beach PresidentsCup, no quatro estrelas de Olsztyn e também na edição do Campeonato Mundial de Vôlei de Praia de 2017 em Viena, além disso conquistaram a nona posição no Finals FIVB World Tour de 2017 em Hamburgo.
Compos novamente dupla com  Sara Hughes em 2018, conquistando pelo correspondente Circuito da AVP os títulos do Nova Iorque Open e também do Hermosa Beach Open.
Nas competições de final de 2017 e início de 2018 válidas pelo Circuito Mundial de Vôlei de Praia de 2018 esteve com Brooke Sweat na conquista da medalha de bronze no torneio três estrelas de Qinzhou, no cinco estrelas de Fort Lauderdale e obtiveram o décimo sétimo posto no quatro estrelas de Haia, obtendo o bronze  com Sara Hughes no quatro estrelas de Espinho, e com esta atleta os décimos sétimos postos em no quatro estrelas de Itapema e  Warsaw, ainda foram nonas colocadas no quatro estrelas de Ostrava e cinco estrelas de Gstaad, chegaram em quinto lugar no quatro estrelas de Xiamen e Huntington Beach, terminando na mesma posição no cinco estrelas de Viena, conquistando o ouro no quatro estrelas de Moscou, e no Finals FIVB World Tour de 2018 novamente em Hamburgo, terminaram na sétima posição.

## Títulos e resultados
- Torneio 4* de Moscou do Circuito Mundial de Vôlei de Praia:2018[18]
- Torneio 3* de Fort Lauderdale do Circuito Mundial de Vôlei de Praia:2017[18]
- Aberto de Phuket do Circuito Mundial de Vôlei de Praia:2013[18]
- Torneio 4* de Espinho do Circuito Mundial de Vôlei de Praia:2018[18]
- Torneio 5* de Fort Lauderdale do Circuito Mundial de Vôlei de Praia:2018[18]
- Torneio 3*  de Qinzhou do Circuito Mundial de Vôlei de Praia:2018[18]
- Torneio 5* de Fort Lauderdale do Circuito Mundial de Vôlei de Praia:2017[18]
- Grand Slam de Long Beach do Circuito Mundial de Vôlei de Praia:2013[18]
- Etapa de Oranjestad do Circuito NORCECA de Vôlei de Praia:2012[23]
- Etapa de Toco (Trinidad e Tobago)  do Circuito NORCECA de Vôlei de Praia:2012[22]
- Etapa de Tobago do Circuito NORCECA de Vôlei de Praia:2016[54]
- Etapa de Boca Chica do Circuito NORCECA de Vôlei de Praia:2013[35]
- Etapa de Chula Vista  do Circuito NORCECA de Vôlei de Praia:2012[21]
- Etapa de Toluca do Circuito NORCECA de Vôlei de Praia:2013[36]
- Dallas
do Circuito da NVL de Vôlei de Praia:2013[37]
- Hermosa Beach Open do Circuito da AVP de Vôlei de Praia:2018[60]
- Nova Iorque Open do Circuito da AVP de Vôlei de Praia:2018[59]
- Seattle Open do Circuito da AVP de Vôlei de Praia:2017[56]
- Seattle Open do Circuito da AVP de Vôlei de Praia:2016[49]
- Cincinnati Open
do Circuito da AVP de Vôlei de Praia:2013[30]
- Chicago Open do Circuito da AVP de Vôlei de Praia:2017[58]
- Nova Iorque Open do Circuito da AVP de Vôlei de Praia:2017[55]
- Nova Iorque Open do Circuito da AVP de Vôlei de Praia:2016[50]
- Manhattan Beach Open do Circuito da AVP de Vôlei de Praia:2016[52]
- Seattle Open do Circuito da AVP de Vôlei de Praia:2015[45]
- Atlantic City Open do Circuito da AVP de Vôlei de Praia:2014[44]
- São Petersburgo (Flórida) Open do Circuito da AVP de Vôlei de Praia:2013[32]
- Atlantic City Open do Circuito da AVP de Vôlei de Praia:2013[31]
- Chicago Open do Circuito da AVP de Vôlei de Praia:2016[53]
- San Francisco Open do Circuito da AVP de Vôlei de Praia:2016[51]
- Huntington Beach Open do Circuito da AVP de Vôlei de Praia:2016[48]
- Chicago Open do Circuito da AVP de Vôlei de Praia:2015[47]
- Manhattan Beach Open do Circuito da AVP de Vôlei de Praia:2015[46]
- Manhattan Beach Open do Circuito da AVP de Vôlei de Praia:2014[41]
- Salt Lake City Open do Circuito da AVP de Vôlei de Praia:2014[40]
- São Petersburgo (Flórida) Open do Circuito da AVP de Vôlei de Praia:2014[38]
- Huntington Beach Open do Circuito da AVP de Vôlei de Praia:2013[34]
- Santa Barbara Open do Circuito da AVP de Vôlei de Praia:2013[33]
- USA Volleyball IDQ:2011[19]
- USA Volleyball IDQ:2012[24]
- Campeonato  Mundial de Vôlei de Praia Sub-21:2012]][20]

## Premiações individuais
[carece de fontes?]